# Otter-Bund
Der Otter-Bund gehört zu den mystischen Tieren. Dabei handelt es sich um eine Art der Medizinbünde der Irokesen-Indianer. 
Der Otter-Bund besteht aus Frauen, welche Otter und andere Wassertiere, die Einfluss auf die Gesundheit, das Glück und das Schicksal haben sollen, besänftigen wollen. Der Otter gilt als Häuptling der Wassertiere. Er wird deshalb als sehr mächtig angesehen. Die Mitglieder dieses Bundes kommen an öffentlichen Festen zum Zuge. Nach der Tabakwerf-Zeremonie beginnen die drei Amtsträgerinnen, mit einer langen Maishülse alle mit Wasser zu bespritzen, denen sie begegnen. Die Frauen spritzen so lange, bis jemand den Wassereimer packt und den Inhalt über den Kopf der Frau wirft. Gerade während der Midwinter-Zeremonie geschieht es noch häufig, dass das Wasser dann gefriert. Die Frauen, welche als vom Otter-Geist besessen gelten, spüren jedoch nichts.
Die Pfeife des Otters beendet die Zeremonie. Die Frauen behaupten anschließend, dass sie nicht gewusst hätten, was sie getan haben, denn sie seien vom Otter-Geist erfasst gewesen. Die Otter-Gesellschaft kennt weder Lieder noch Tänze. Ihre Zeremonie dient einzig dazu, den Wassertieren zu danken und ihren Wohlwollen zu erlangen.